# Кањчуга
Кањчуга (пољ. Kańczuga) град је у Пољској у Војводству поткарпатском. По подацима из 2012. године број становника у месту је био 3242.

## Становништво
| 2012. |
| ----- |
| 3.242 |